# Bahnhof Ebikon

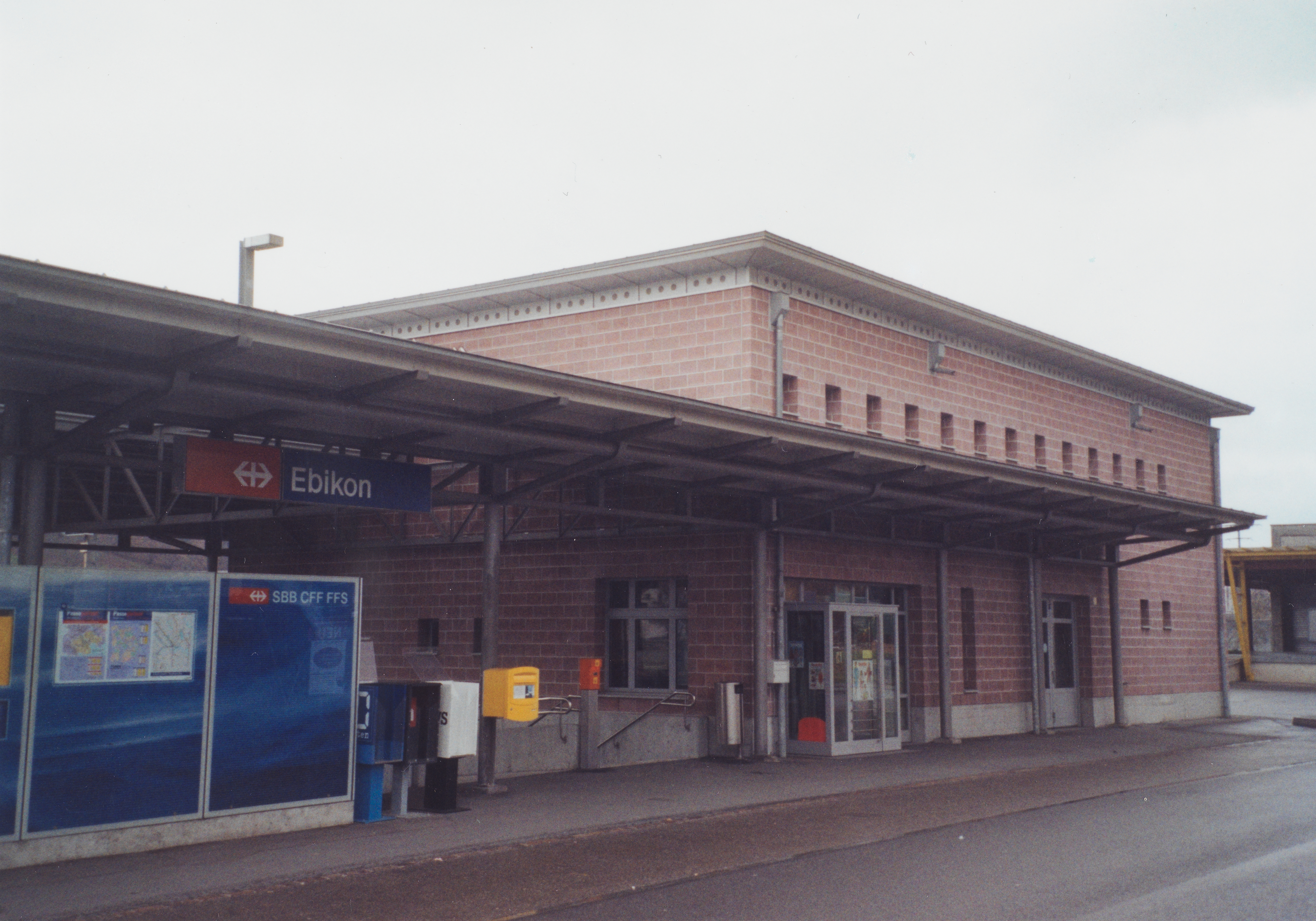
Stationsgebäude, Strassenseite (2009)

Der Bahnhof Ebikon ist der Bahnhof der Gemeinde Ebikon im Schweizer Kanton Luzern. Er liegt an der Bahnstrecke Zürich–Zug und wird grösstenteils von Zügen der S-Bahn Luzern/Stadtbahn Zug bedient. Trotz ihres Namens befindet sich die S-Bahn-Haltestelle Buchrain ebenfalls auf Gebiet der Gemeinde Ebikon.

## Geschichte
Die erste Bahnstrecke zwischen Zürich und Luzern war 1858 von der Schweizerischen Ostwestbahn (OWB) als  zweite Ost-West-Magistrale zwischen Zürich und La Neuveville als Konkurrenz zur Schweizerischen Centralbahn (SCB) in Angriff genommen worden. Geplant war eine rechtsufrige Rotseebahn vom im Luzerner Rankhof-Quartier gelegenen Endbahnhof via Ebikon, wo der Bahnhof im Gebiet Fildern, nahe der heutigen Haltestelle Buchrain, vorgesehen war. Wenige Monate nach Beginn der Bauarbeiten musste die Gesellschaft jedoch Konkurs anmelden und die Pläne wurden nicht verwirklicht. 1861 übernahm die Schweizerische Nordostbahn (NOB) die Konzession und führte die Bauarbeiten fort, allerdings mit der heutigen Linienführung. Wie bei der NOB üblich, wurde dafür eine Tochtergesellschaft gegründet, die Zürich-Zug-Luzern-Bahn. Mit der Eröffnung der Strecke am 1. Juni 1864 erhielt auch Ebikon seinen Bahnhof am heutigen Standort.
Mit dem Ausbau der Strecke Rotsee–Rotkreuz auf Doppelspur im Jahr 1991 wurde auch das bisherige Bahnhofsgebäude abgebrochen und durch ein neues ersetzt. In der Zwischenzeit war Ebikon zu einer bedeutenden Agglomerationsgemeinde mit über 10'000 Einwohnern angewachsen.
2004 wurde der Bahnhof in das damals neu geschaffene gemeinsame Netz der S-Bahn Luzern und der Stadtbahn Zug aufgenommen und zweimal pro Stunde von S-Bahn-Zügen bedient: Ein Zuglauf verband stündlich Luzern mit Baar, der zweite Ebikon mit Baar. Mit dem Ausbau der Strecke Freudenberg–Cham auf Doppelspur wurde Ende 2008 das Fahrplankonzept erneut verändert und auch der zweite Zuglauf wurde nach Luzern verlängert, wo dann beide Zugläufe mit der S18 zu einer durchgehenden Linie Sursee–Baar verbunden wurden.

## Verkehr

### Eisenbahn
Schienenpersonenverkehr
Im Personenverkehr entfällt das grösste Verkehrsaufkommen auf die halbstündlich verkehrende S1 zwischen Sursee und Baar. Dazu wird der Bahnhof in Randstunden von Fernverkehrszügen bedient, dazu in den Nächten Freitag/Samstag und Samstag/Sonntag von zuschlagspflichtigen RegioExpress-Zügen, allerdings nur in Fahrtrichtung Luzern, da in der Relation Luzern–Ebikon das Nachtverkehrsangebot durch den Nachtstern der VBL sichergestellt wird.
- S1: Sursee – Emmenbrücke – Luzern – Ebikon – Rotkreuz – Zug – Baar  (zugleich S1 der Stadtbahn Zug)
- IR: Luzern – Ebikon – Rotkreuz – Zug – Zürich HB (ein Zugpaar pro Tag)
- IR: Luzern – Ebikon – Zug – Zürich Enge – Zürich HB – Zürich Oerlikon – Zürich Flughafen (einmal täglich nur in diese Richtung)
- RE: Zürich – Baar – Zug – Ebikon – Luzern (Nächte Freitag/Samstag und Samstag/Sonntag, dreimal pro Nacht nur in diese Richtung)

Bei Unterbrüchen im Bahnhof Luzern enden die Fernverkehrszüge aus Zürich jeweils halbstündlich in Ebikon, wo dann ein Busersatz nach Luzern angeboten wird, wie zuletzt nach der Zugentgleisung in Luzern am 22. März 2017.
Schienengüterverkehr
Ebikon ist einer der Anschlusspunkte von SBB Cargo; bis Ende 2016 wurde das Werk des Aufzugsherstellers Schindler mit Anschlussgleisen bedient, bis dieser die Transporte auf die Strasse verlegte. Somit verbleibt noch die Anlieferung der Genossenschaft Migros Luzern in Dierikon auf der Schiene, das Anschlussgleis findet im Bahnhof Ebikon seinen Anfang.

### Busverkehr
Der Bahnhof Ebikon wird durch zwei Bushaltestellen bedient: Ebikon, Bahnhof und Ebikon, Hofmatt. Die Linie 22 verbindet Ebikon mit Buchrain und  Perlen/Gisikon-Root, die Linie 23 Dierikon, Root und Gisikon. Die Linie 26 figuriert als Ortsbus, erschliesst aber auch Quartiere der Stadt Luzern und Adligenswil. Die Linie 111 Richtung Waldibrücke sowie die Linie 30 Richtung Littau verkehren ebenfalls dort.

## Anlage
Der Bahnhof Ebikon besteht aus vier Durchgangsgleisen, wobei das Gleis 1 an einem Seitenbahnsteig und die Gleise 3 und 4 an einem Mittelbahnsteig liegen. Die Sicherungsanlage wird durch ein Stellwerk des Typs Domino 67 N gesteuert, ferngesteuert von der BZ Mitte in Olten. In der Vergangenheit verbanden mehrere Anschlussgleise von Ebikon aus diverse Firmen in den Gemeinden Root, Dierikon und Ebikon, heute ist nur noch der Anschluss der Migros in Dierikon verblieben, sichergestellt durch Rangierfahrten mit einer Eem 923 von SBB Cargo. Zur Anlage des Bahnhofs gehört auch der Spurwechsel Rotsee, wo sich die doppelspurige Strecke aus Rotkreuz in eine Einspur zum Gütsch verwandelt.

### Bahnhofsgebäude

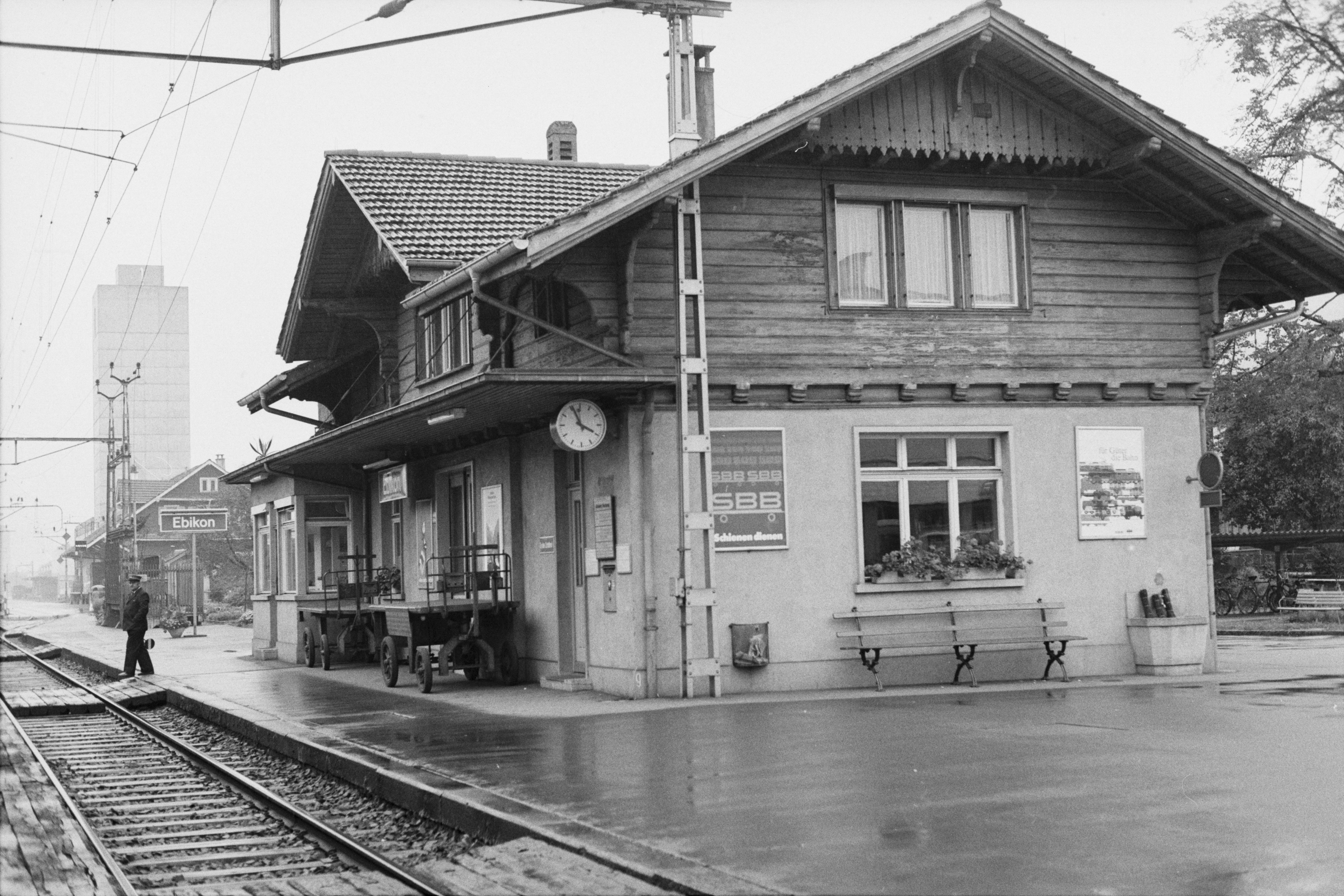
Altes Stationsgebäude, Bahnseite in 1976

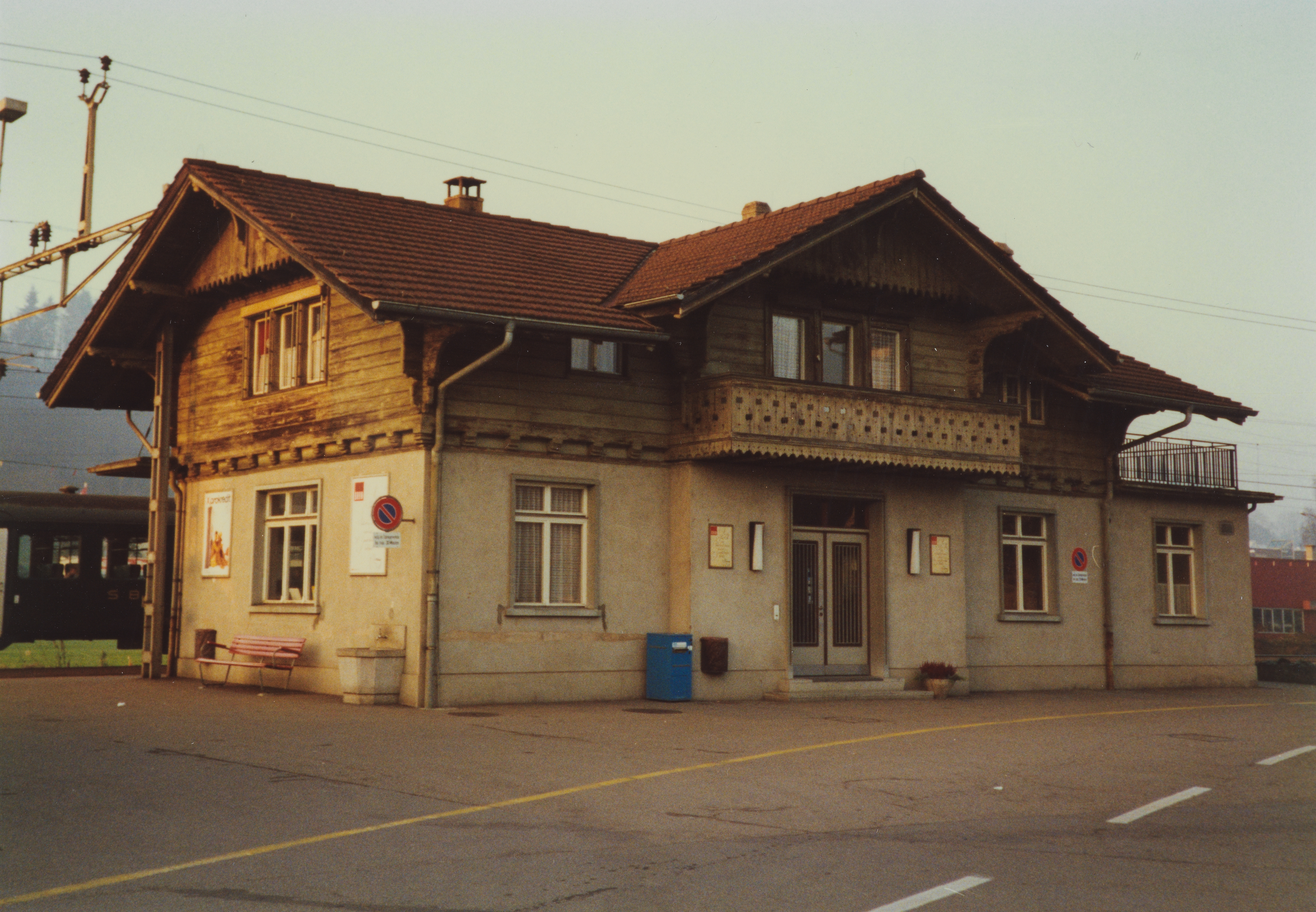
Altes Stationsgebäude, Strassenseite in 1989

Das Bahnhofsgebäude von 1864 wurde nach einem Entwurf von Paul Adolphe Tièche unter der Leitung von Jakob Friedrich Wanner erbaut. Es handelt sich um einen Normbau, wie er auch in Gisikon, Rotkreuz und Cham zur Anwendung kam. Es entsprach mit seinem Chaletstil dem von der Bernischen Staatsbahn angewandten Bauform.
Das Gebäude wurde abgerissen und durch einen Neubau ersetzt .

## Unfälle
Am 11. Juni 2014 kam es bei einem Rangiermanöver im Bahnhof Ebikon zu einer Entgleisung dreier Güterwagen. Verletzt wurde niemand, es entstand aber grosser Sachschaden an der Infrastruktur, insbesondere an der Fahrleitung, wo mehrere Masten umkippten. Grund dafür waren mehrere durch warme Fugenvergussmasse verschmutzte Radsätze, womit die Gleisisolierung gestört wurde, weshalb unter dem Wagen eine Weiche umgestellt werden konnte.

## Zukunft
Im Rahmen des neuen ÖV-Konzeptes des Kantons Luzern soll der Bahnhof Ebikon massiv aufgewertet werden. An einem Bushub auf dem Bahnhofplatz sollen die Linien 1, 22, 23, 26, 30 und 111 zusammenkommen, welche den Bahnhof mit den Gemeinden Gisikon, Root, Dierikon, Inwil und Buchrain sowie mehreren Quartieren und Einrichtungen wie des Kantonsspitals verbinden. Dadurch soll der Bahnhof Luzern entlastet werden. Die wegfallenden Direktverbindungen nach Luzern für die Gemeinden Dierikon und Buchrain sollen mit Umsteigemöglichkeiten zur S1 und dem zu einem späteren Zeitpunkt geplanten RegioExpress Luzern–Zürich kompensiert werden. Die ersten Schritte des neuen Konzeptes sollen zum Fahrplanwechsel im Dezember 2019 umgesetzt werden.